# What If...
Pour les articles homonymes, voir What If.
Albums de Mr. Big
Back to Budokan
(2009)
Singles
1. Undertow
Sortie : 27 novembre 2010

What If... est le septième album studio du groupe de Hard rock Mr. Big. L'album a été enregistré dans la baie de Los Angeles avec le producteur Kevin Shirley (Iron Maiden, Aerosmith, Journey) qui envisage une tournée internationale pour 2011. L'album sortira le 21 janvier 2011 en Europe et en Février aux États-Unis avec le label Frontiers Records. C'est leur premier album studio depuis Actual Size en 2001. C'est aussi leur premier album depuis 1996 avec le guitariste Paul Gilbert. Leur premier single est "Undertow". L'album est disponible en format CD ou vinyle (dans la version vinyle, la piste 12 n'apparaît pas).

## Liste des titres
1. Undertow
2. American Beauty
3. Stranger In My Life
4. Nobody Takes The Blame
5. Still Ain't Enough For Me
6. Once Upon A Time
7. As Far As I Can See
8. All The Way Up
9. I Won't Get In My Way
10. All Around The World
11. I Get The Feeling
12. Unforgiven (Piste bonus pour l'Europe, l'Amérique du Nord - n'est pas en format vinyle)

## Membres
- Eric Martin – Chant
- Paul Gilbert – Guitare
- Billy Sheehan – Guitare basse
- Pat Torpey – Batterie